# Anetta
Anetta ist ein amerikanischer Pornofilm aus dem Jahr 2008. Die namensgebende Akteurin Anetta Keys ist dabei nur in der ersten Szene zu sehen. Produktionsstudio war Pink Moon Digital, den Vertrieb auf DVD hat Pure Play Media übernommen.

## Szenen
Der Film besteht aus fünf ausschließlich lesbischen Sex-Szenen in denen der Fußfetischismus im Vordergrund steht.
- Szene 1: Anetta Keys & Eufrat
- Szene 2: Samantha & Zoe
- Szene 3: Barbara & Sandra
- Szene 4: Mya Diamond, Nataly & Pamela
- Szene 5: Lora & Zafira